# SIG Strasbourg
Pour les articles homonymes, voir SIG.
Maillots
Actualités
La SIG Strasbourg, plus couramment appelé la SIG et anciennement nommée Strasbourg Illkirch-Graffenstaden Basket, est un club français de basket-ball basé à Strasbourg et issu du rapprochement avec Illkirch-Graffenstaden. L'équipe masculine accède pour la première fois en 1994 au championnat de Pro A soit le plus haut échelon du championnat français et remporte son premier titre de champion de France en 2005 après une longue période dominée essentiellement par le Limoges CSP et l'Élan béarnais Pau-Orthez.
Le club évolue dans la salle du Rhénus Sport.

## Historique

### Les débuts (1928-1960)

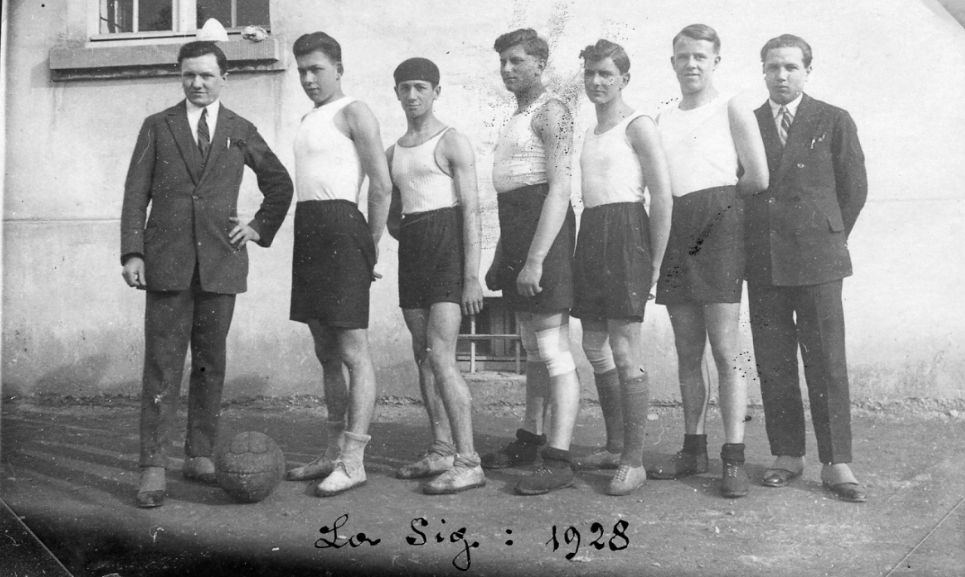
Naissance de la SIG Strasbourg, 1928.

La Sportive Illkirch-Graffenstaden est fondée en 1928 et la section basket-ball en 1929.
En 1938, le club accède en Division d’Excellence de la FFBB (actuelle Pro A). Il redescend en 1949, puis remonte en 1961. En 1976, il est champion de France Junior.
Le club alsacien du FC Mulhouse, 7 fois champion de France, disparu de l’élite du basket français en 1960, laisse la place à une nouvelle ère. Deux clubs strasbourgeois, l'AS Strasbourg et la Sportive Illkirch Graffenstaden, animent désormais le basket régional. Mais c'est bien la SIG qui finit par prendre son envol.

### L’ascension au plus haut niveau national (1960-2004)
La suite de son histoire est faite d'incessantes montées et descentes entre la nationale 1 et la nationale 2. La SIG finit par atteindre la Pro A en 1994 et la même année, elle atteint la finale de la Coupe de France face au Limoges CSP, champion d'Europe en titre, où elle s'incline 66 à 83. C'est cette même année que le club quitte le hall Tivoli pour s'installer dans le Rhénus Sport. En 1995, elle participe à la Coupe Korać avant de redescendre en Pro B en 1998 puis de remonter en 1999 avec un titre de Pro B grâce à des joueurs comme Jarod Stevenson ou encore Ahmadou Keita. Fraichement promue, elle atteint les demi-finales des play-offs en 2000 et fait de même 2001 se qualifiant ainsi en coupe Korać. En 2002, elle joue la Coupe Saporta. Le passage de 16 à 18 clubs pour la saison 2003-2004 évite à la SIG, dernière de Pro A, une relégation en Pro B. Strasbourg se reprend et se classe 7e de Pro A avant d'être éliminé en 1/4 de finale face au futur vainqueur, Pau-Orthez.

### L'ère Girard, les premiers exploits nationaux et un premier titre de Pro A (2004-2007)

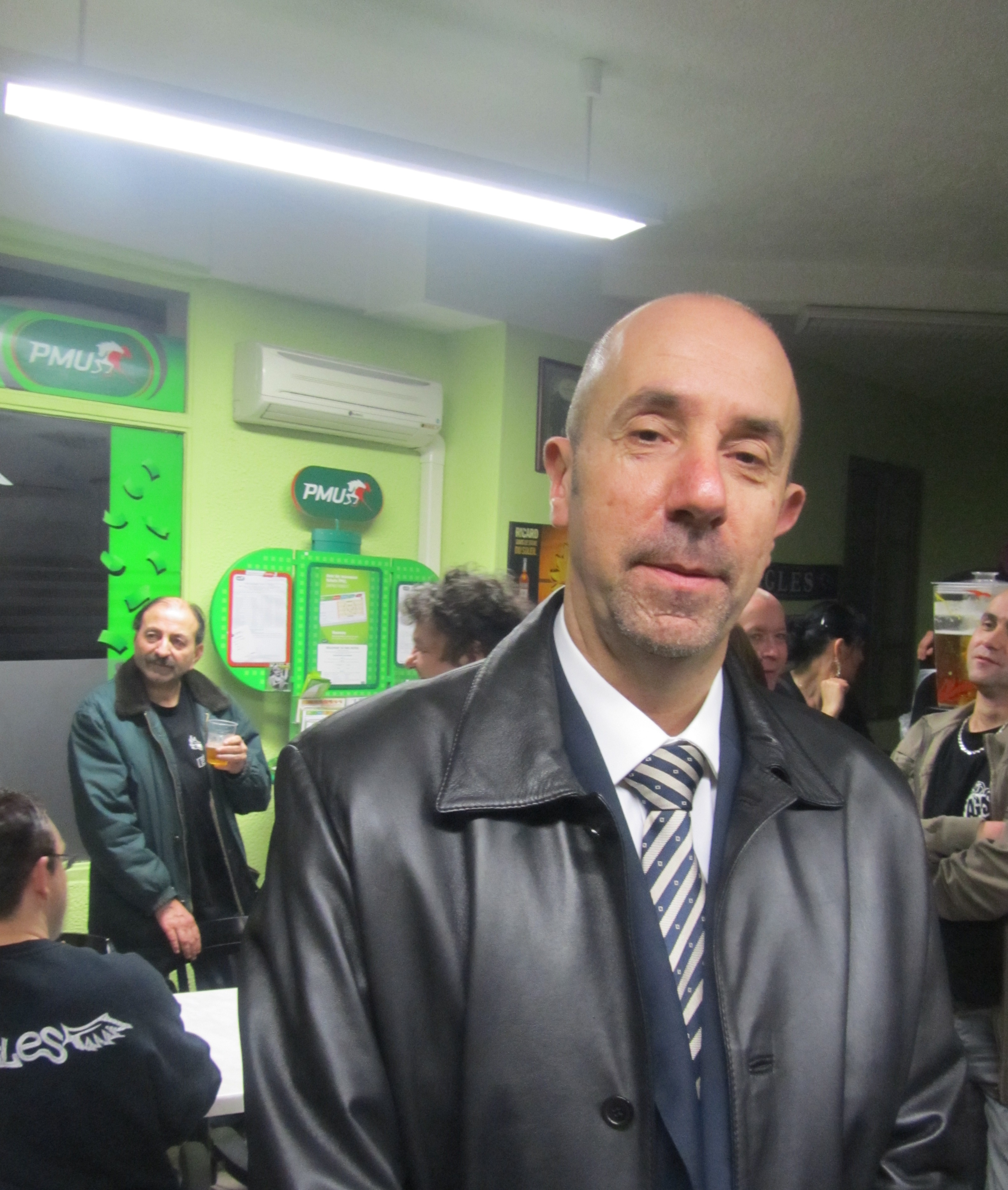
Éric Girard mène la SIG à son premier titre de champion de France.

En 2005, emmenée par son nouvel entraîneur Éric Girard et des joueurs comme John Mc Cord, Jeff Greer, Afik Nissim et Crawford Palmer, la SIG réalise une belle saison en terminant 3e de Pro A. En play-offs, et fort de leur 3e place de saison régulière, les Strasbourgeois sont en pleine confiance et créent la sensation en éliminant le champion en titre Pau-Orthez en 1/4 et l'ASVEL en 1/2. Strasbourg devient champion de France pour la première fois de son histoire en battant en finale son grand rival Nancy (72-68) et se qualifie pour l'Euroligue. Cette victoire constitue le premier titre majeur de l'histoire du club six ans après sa dernière montée dans l'élite.
La saison 2005-2006 voit la SIG réaliser quelques très bonnes performances, notamment en Euroligue avec la victoire contre le Tau Vitoria, l'un des plus grands clubs d'Europe. La SIG achève la saison régulière de Pro A à la troisième place et se qualifie pour les quarts de finale des playoffs où elle affronte Gravelines qu'elle élimine en 3 matchs. En demi-finale, la SIG rencontre le SLUC Nancy, qu'elle avait battu en finale du championnat précédent mais la SIG est éliminée à l'issue du troisième match entre ces deux équipes. La fin de saison est difficile pour l'équipe strasbourgeoise avec la perte de nombreux éléments moteurs de son effectif tels que Ricardo Greer, Jeff Greer, Crawford Palmer ou encore Aymeric Jeanneau.
En 2006-2007, la SIG réalise encore une belle saison régulière avec une 4e place mais est éliminée par l'ASVEL dès les 1/4 de finale des play-offs. Elle réalise un beau parcours en Eurocoupe se qualifiant pour les 1/4 de finale après avoir éliminé le SLUC Nancy. L'aventure s'arrête face à Vilnius. Cette saison marque la fin d'un cycle qui a placé la SIG parmi les poids lourds du championnat de France.

### Période difficile et résultats en baisse (2007-2011)
Pour la saison 2007-2008, la SIG, bien que qualifiée pour la Coupe ULEB, a encore une fois vu son effectif chamboulé, avec notamment le départ de Chuck Eidson vers Vilnius. Elle s'appuie sur les meneurs Eddie Shannon, Gauthier Darrigand et Kevin Houston, les ailiers Elson Mendy et Derrick Obasohan, l'arrière Afik Nissim et les intérieurs Sacha Giffa, Aaron Pettway et Rob Lewin. L'entraîneur Éric Girard ainsi que son adjoint Jérôme Navier sont démis de leurs fonctions le 30 mars 2008 par le président Jérôme Christ à la suite des mauvais résultats du club pendant le mois de mars, après une quatrième défaite de rang en championnat. C'est l'entraîneur Espoirs et ancien joueur du club Olivier Weissler qui reprend l'effectif professionnel jusqu'à la fin de saison avec comme adjoint le préparateur physique Franck Kuhn. Leur mission est de participer aux play-offs du championnat, compte tenu de la mauvaise dynamique actuelle de l'équipe qui est sur le point de ne pas décrocher de qualification pour les phases finales pour la première fois en cinq ans. En 2009, la SIG est éliminée en 1/4 de finale des play-offs par l'ASVEL. Lors des saisons 2009-2010 et 2010-2011, Strasbourg stagne dans le bas du classement.

### L'ère Collet, la construction d'un ténor de l'élite (2011-2020)

#### Un projet ambitieux (2011-2012)

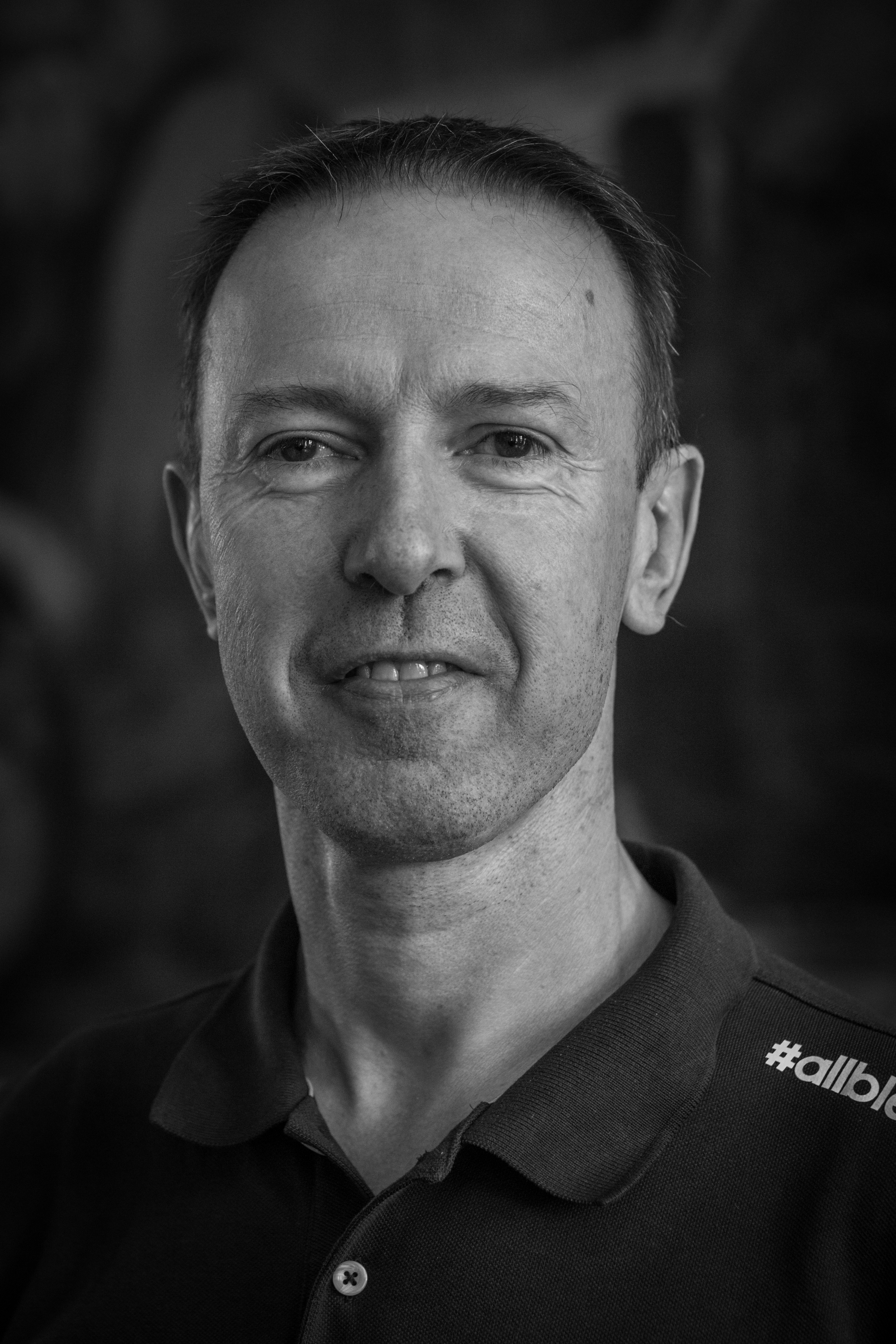
Vincent Collet

Après une longue période sans résultats, le nouveau président Martial Bellon souhaite structurer l’ensemble du club afin d'être dans le Top 5 du basket français, à tous les niveaux, dans les trois ans à venir. À partir de la saison 2011-2012, le poste d'entraîneur est confié à Vincent Collet, sélectionneur de l'équipe de France qui a mené les clubs du Mans et de Villeurbanne au titre de Pro A. « Si on veut avoir de l’ambition, il faut prendre des risques » déclare ce dernier qui veut donner la priorité à la jeunesse. De jeunes joueurs talentueux arrivent donc au club, comme Axel Toupane et Kevin Anderson. Souhaitant se relancer après n'avoir pu obtenir de rôle majeur dans une équipe NBA, Alexis Ajinça est également recruté. L'équipe progresse tout au long de l'année et obtient une 10e place, manquant la qualification en play-offs. La direction de la SIG décide néanmoins de prolonger le contrat de Vincent Collet. Le club engage le meneur Louis Campbell et l'arrière Gerald Fitch qui a évolué au Heat de Miami et à Málaga. L'objectif d'atteindre les play-offs de Pro A est annoncé et la SIG manque de peu sa qualification.

#### La malédiction des finales (2012-2017)
La saison 2012-2013 est parfaitement maîtrisée avec une 2e place en Pro A. Qualifiée pour la Leaders Cup 2013, la SIG tombe en finale contre Gravelines sur le score de 77-69. Cette défaite met fin à une série de 12 victoires consécutives, toute compétitions confondues. À la fin de la saison, le club élimine successivement Dijon en 1/4 de finale des playoffs et l'ASVEL en 1/2 mais s'incline en finale face à la JSF Nanterre (1-3), qui déjoue tous les pronostics, n'étant alors que l'avant-dernier budget du championnat.

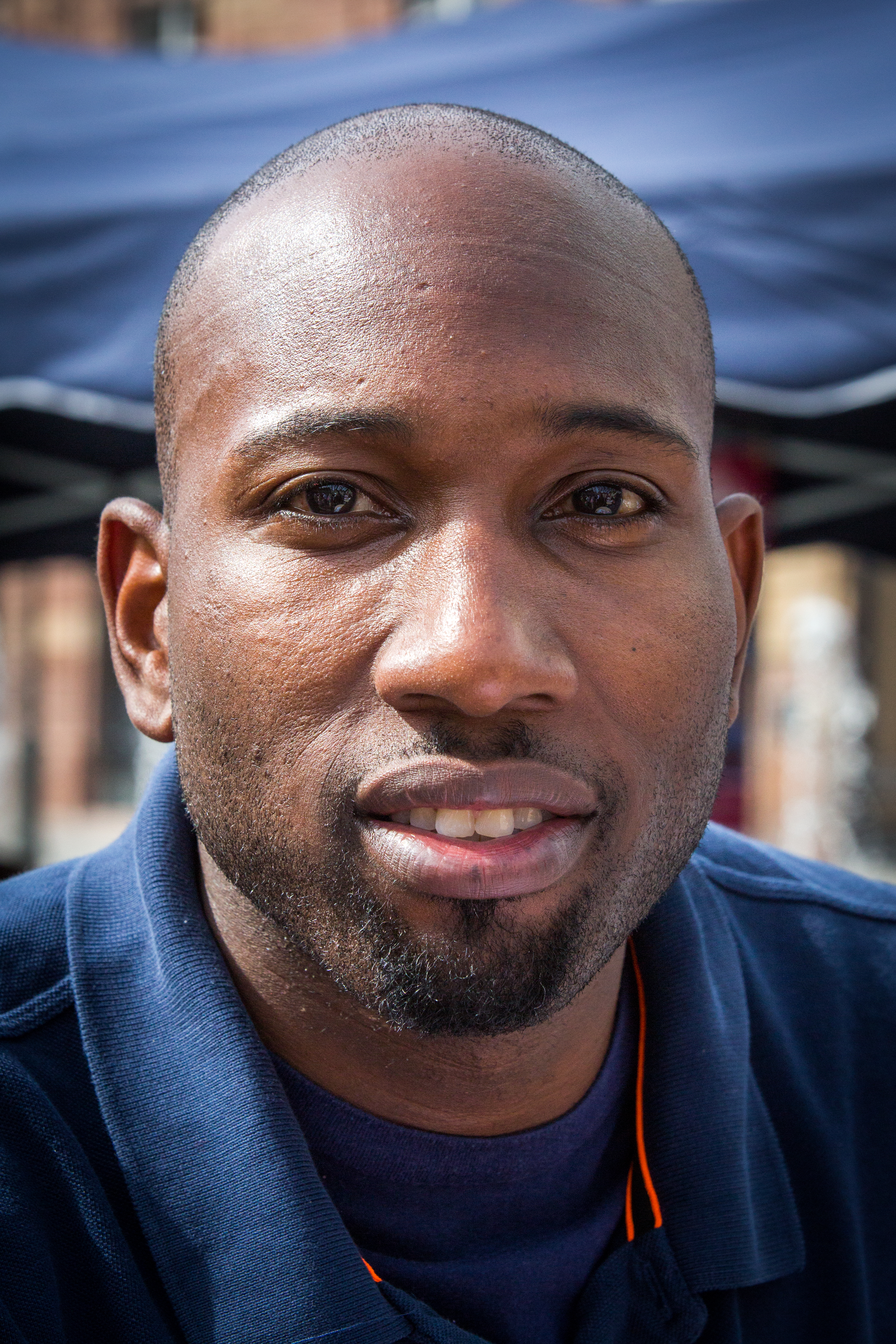
Louis Campbell, joueur emblématique de la SIG.

Pour la saison 2013-2014, la SIG signe les Américains Kevin Murphy et Tim Abromaitis, ainsi qu'Antoine Diot, Jérémy Leloup et Paul Lacombe. Le budget de la SIG pour cette saison est annoncé à 5,7 millions d'euros. De plus, Aymeric Jeanneau, qui prend sa retraite après être revenu au club pour ses trois dernières saisons, devient membre de l'équipe dirigeante. La SIG se fixe comme objectif sportif d'atteindre les demi-finales des playoffs.
Fin décembre 2013, après l'élimination du club de l'Euroligue, Alexis Ajinça, le meilleur scoreur de l'équipe, quitte la SIG pour les Pelicans de La Nouvelle-Orléans en NBA et le contrat de Kevin Murphy est rompu. Dans la foulée, le club signe deux joueurs très expérimentés : Bootsy Thornton puis David Andersen. La SIG termine 1re de Pro A et atteint la finale des play-offs après avoir battu successivement l'Élan sportif chalonnais et le SLUC Nancy. Strasbourg perd cependant ses trois matchs en finale contre le Limoges CSP.

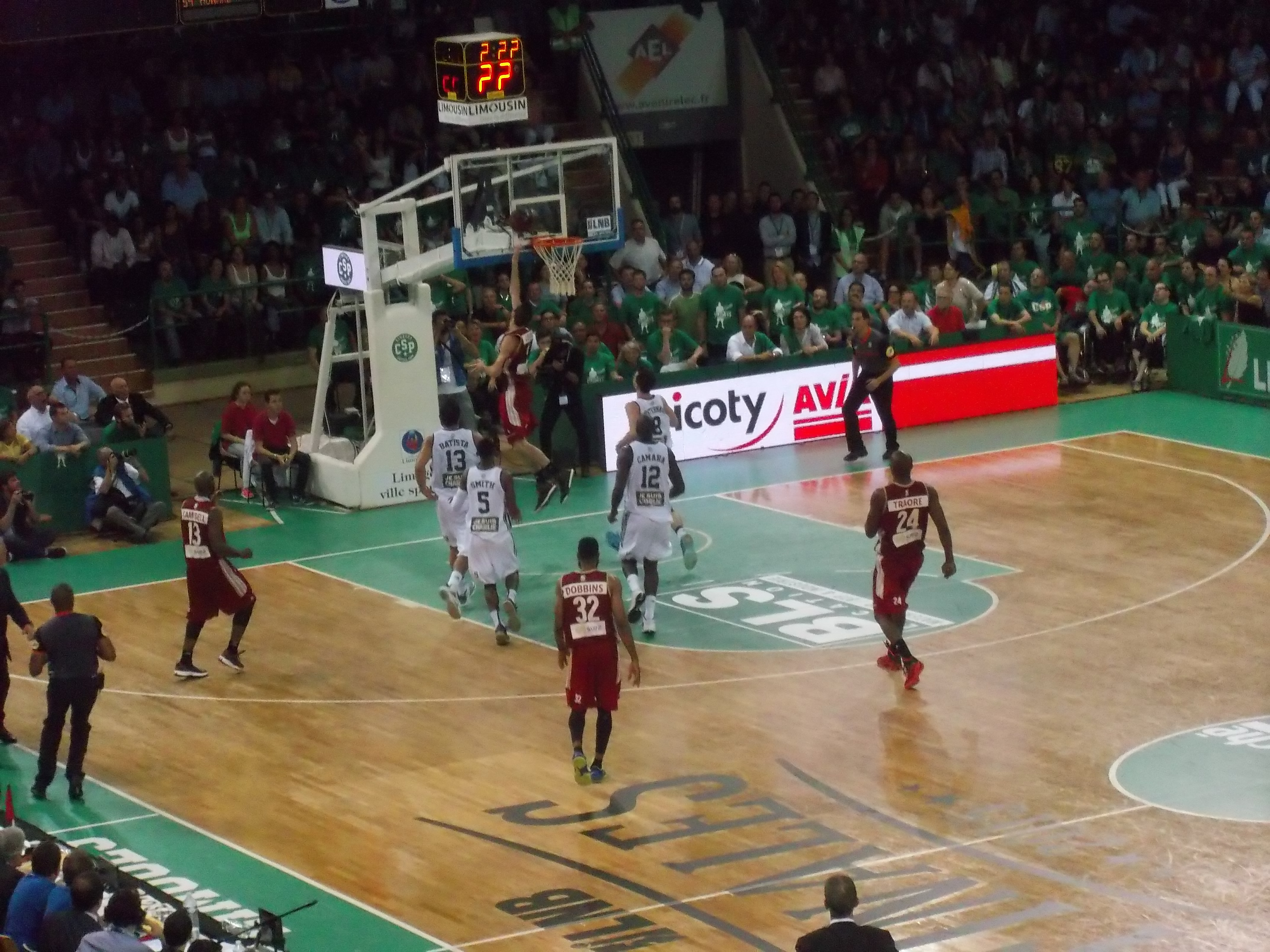
Finale des play-offs 2015 entre le Limoges CSP et la SIG.

La saison 2014-2015 voit l'arrivée de renforts de premier choix comme Ali Traore, Anthony Dobbins et Tadija Dragićević. Avec une nouvelle fois un effectif très riche en talent, la SIG fait la course en tête de Pro A en s'inclinant seulement à quatre reprises et termine 1re pour la deuxième saison consécutive en distançant très largement Nanterre et Limoges. Le club réalise l'une de ces plus belles saisons en remportant la Leaders Cup 2015 et la Coupe de France 2015 et rêve de remporter son 2e titre de champion de France après 2 échecs successifs. Lors des playoffs la SIG déroule son basket face à Chalon en 1/4 et Le Mans en 1/2 et est donnée favorite pour la finale qui se joue une nouvelle fois face à Limoges. Mais le scénario de la saison passée se reproduit en match 1 où les limougeauds s'imposent sur le fil. Malgré une belle victoire de la SIG en match 2, c'est de nouveau le CSP qui rafle le titre à Beaublanc lors des matchs 3 et 4. La SIG obtient une wild-card pour disputer l'Euroligue 2015-2016.
La saison suivante, la SIG réalise encore un gros recrutement avec les signatures de Rodrigue Beaubois et Mardy Collins, deux ex-joueurs de NBA, ainsi que celles de Vladimir Golubović et Kyle Weems. Le club prend enfin sa revanche sur le Limoges CSP en s'adjugeant le Match des champions 2015 sur le score de 86 à 59. En Euroligue, la SIG réussit l'exploit de vaincre le Fenerbahçe (91-70) et les champions d'Europe en titre du Real Madrid (93-86). Les autres résultats ne sont pas suffisants et la SIG est finalement éliminée de l'Euroligue à l'issue de la phase de groupes et reversée en Eurocoupe où elle élimine l'EWE Baskets Oldenburg, BK Nijni Novgorod puis Trento, obtenant pour la première fois de son histoire une place en finale d'une compétition européenne grâce notamment à un tir à trois point de Romain Duport dans les dernières secondes du match retour de la demi-finale. Strasbourg s'incline toutefois en finale face au Galatasaray SK.
En championnat de France, la SIG termine à la deuxième place de la saison régulière et dispute une quatrième finale consécutive. Après avoir éliminé sans grande difficulté Pau-Lacq-Orthez puis Le Mans, Strasbourg remporte à domicile les deux premiers matchs de la finale face à l'ASVEL. Les SIGmen ratent cependant le match 3, perdu 90-69. Lors du match 4, les strasbourgeois mènent au score pendant la majorité de la partie et sont tout près du titre tant espéré mais les villeurbannais inversent la tendance dans les deux dernières minutes pour finalement s'imposer d'un point (60-59). Le match décisif, joué au Rhénus, voit l'équipe alsacienne sombrer. Menée de 19 points à l'entame du dernier quart-temps, elle réalise pourtant une incroyable remontée, revenant à un point alors qu'il ne reste qu'un peu plus d'une minute à jouer. Mais l'ASVEL résiste et remporte finalement le titre en s'imposant 80 à 77.
Cette quatrième défaite en finale en autant d'années constitue un véritable échec pour le club et pour Vincent Collet. Envisagée plus tôt dans la saison, la prolongation de son contrat est alors exclue dès le lendemain du match 5 des finales par le président. Peu de temps après, c'est son adjoint Pierre Tavano qui fait savoir qu'il ne prolongera pas à la SIG. Entretemps, un nouvel entraîneur a été nommé en la personne d'Henrik Dettmann qui est également l'entraîneur de l'équipe nationale finlandaise, accompagné de son assistant Lassi Tuovi.

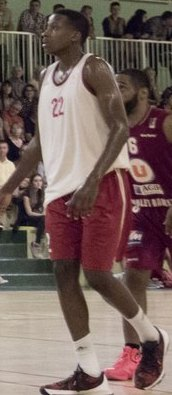
Frank Ntilikina, joueur formé par la SIG, drafté en 8e position par les Knicks de New York.

La saison 2016-2017, où la SIG joue la Ligue des champions de basket-ball organisée par la FIBA (troisième compétition européenne), marque donc le début d'un nouveau cycle avec un nouvel entraîneur et une privatisation du club ayant pour conséquence une modification d'appellation, Strasbourg Illkirch Graffenstaden Basket devient donc la SIG Strasbourg. Le club recrute des joueurs tels que l'international polonais AJ Slaughter, le pivot français Mouhammadou Jaiteh, le meneur américain Erving Walker, le finlandais Erik Murphy ou encore le français Pape Sy. La SIG réussit sa préparation avec 7 victoires en 11 matches amicaux mais est cependant marquée par la fracture du tibia de Henrik Dettmann, renversé par une voiture à Nancy qui oblige l'entraîneur à se déplacer en béquille pendant un mois. Malgré cela, la SIG est éliminée en seizième de finale de la coupe de France face à Lille Metropole BC, un club de Pro B, en perdant d'un point. S'ensuit un début de saison catastrophique où la SIG compile 4 défaites en 5 matches de championnat et 2 défaites en 2 matches de coupe d'Europe, et se retrouve en dernière position des deux compétitions à la mi-octobre. Le 27 octobre 2016, Henrik Dettmann est mis à pied et Vincent Collet est rappelé pour entraîner la SIG quatre mois après son éviction, l'adjoint finlandais Lassi Tuovi, lui, choisit de rester. Le club recrute l'ailier fort Romeo Travis qui avait été le pigiste de Matt Howard la saison précédente. L'équipe remaniée enchaîne les victoires et réussit à remonter dans les classements des compétitions auxquelles elle participe. À la mi-saison, la SIG se classe septième de la ProA avec 9 victoires et 8 défaites et se qualifie pour la Leaders Cup. Unique club à avoir participé aux 5 éditions de cette compétition, la SIG, marquée par les absences d'AJ Slaughter et de Matt Howard, est éliminée dès les quarts de finale par Nanterre 92. La SIG est aussi éliminée en seizième de finale de la Ligue des Champions de basket-ball par l'Aris Salonique après avoir perdu de 19 points au match aller en Grèce. Malgré une belle remontée au classement, la SIG est défaite à deux reprises devant son public face à Nanterre 92 et l'AS Monaco, ce qui bloque le club à la quatrième place à la fin de la saison régulière. Lors des play-offs, la SIG est confrontée en quart de finale, comme l'année précédente à l'Élan béarnais Pau-Lacq-Orthez qu'elle élimine puis prend sa revanche en demi-finale face à l'ASVEL. Les Strasbourgeois sont à nouveau battus en finale, au 5e match de la série, cette fois-ci par l'Élan sportif chalonnais.

#### Deux derniers titres mais résultats en baisse
Pour la saison 2017-2018, la SIG de Vincent Collet entame une forte restructuration d'effectif avec de nombreux départs d'anciens joueurs présents dans l'effectif depuis plusieurs saisons (Matt Howard, Paul Lacombe), ainsi que le départ du jeune joueur formé au club Frank Ntilikina, drafté par les Knicks de New York à la 8e place. Afin de pallier les nombreux départs, la SIG va recruter de nombreux joueurs américains avec de fortes références dans les meilleures équipes européennes : David Logan, Dee Bost, Zack Wright mais aussi l'intérieur français Louis Labeyrie. Après un début de saison mitigé, le club décide de se renforcer en recrutant l'ancien espoir Damien Inglis dans le but de le relancer et Levi Randolph. La SIG termine première de sa poule en Basketball Champions League et recrute en joker le vétéran Florent Piétrus pour la seconde partie de la saison. Elle se qualifie également en Leaders Cup mais est éliminée dès son entrée en lice en quart de finale face à l'ASVEL.
Elle se qualifie en quart de finale de la Basketball Champions League grâce à sa victoire en huitième de finale face au Neptunas Klaipeda. La SIG est ensuite sortie en quart de finale de la FIBA Champions League face à l'AEK Athènes. Après une défaite de 9 points à l'aller, elle n'a pas réussi à renverser la vapeur au retour à domicile en ne faisant que match nul (83-83).
Du côté coupe nationale, elle remporte la Coupe de France 2018 en battant en finale Boulazac sur le score de 82-62, après avoir sorti successivement aux tours précédents Bourg-en-Bresse, l'ASVEL et Nanterre 92.
En playoffs, après avoir battu Nanterre 92 en quart de finale sur le score de 2-0, la SIG s'attaque au MSB. Après un premier match gagné assez facilement, elle perd l'avantage du terrain lors du match 2 et est défaite assez largement au match 3. Dos au mur, les Strasbourgeois réagissent et remportent le quatrième match et s'offrent ainsi une belle à Strasbourg. À l'issue d'un match 5 étouffant qui se finira en prolongation, c'est finalement Le Mans qui se qualifiera et remportera le championnat. 
La saison 2018-2019 voit arriver le retour de Mardy Collins et le prêt du jeune et prometteur Youssoupha Fall par le club du Saski Baskonia. Mais de manière générale, la saison n'est pas une très grande réussite. Le club termine à la 6e place de la saison régulière et se fait éliminer en premier tour de play-off face à la JDA Dijon. 
En Basketball Champions League, la SIG ne fait guère mieux et se fait directement éliminer en phase régulière. 
Seul point positif, le club, pourtant en difficulté, remporte à la surprise générale la Leaders Cup.

### La touche transalpine (depuis 2020)
Alors que la saison 2019-2020 se transforme en véritable fiasco, le club prend la décision de limoger Vincent Collet. C'est son ancien adjoint finlandais Lassi Tuovi qui assure l'intérim et termine la saison en tant qu'entraîneur. Ses résultats encourageants lui permettent de gagner sa place définitivement.
En mai 2020, le club annonce l'arrivée de l'Italien Nicola Alberani en tant que nouveau directeur sportif et, dès la saison 2020-2021, le club retrouve son statut : Final Four de la Ligue des champions de basket-ball et demi-finaliste Championnat de France de basket-ball où il échoue contre l'ASVEL Lyon-Villeurbanne.
En novembre 2022, Lassi Tuovi quitte son poste d'entraîneur de la SIG Strasbourg « d'un commun accord » après un très mauvais début de saison et est remplacé par Luca Banchi.
En juin 2023, Olivier Klotz devient le nouveau président de la SIG Strasbourg, et succède ainsi à Martial Bellon. Cependant son mandat est de courte durée. N’ayant pas le soutien du président Christophe SCHALK, élu par les actionnaires ,, et comme cette situation est néfaste pour le Club, Olivier Klotz décide de démissionner de la présidence du Directoire.
En novembre 2023, les statuts de SIG et Entreprises, une des deux structures qui composent la société anonyme sportive professionnelle, sont modifiés pour passer l'apport maximum de 50 000 à 300 000 euros. L'entreprise 1DoTech passe ainsi son investissement à 300 000 euros et le club annonce l'arrivée de Matt Pokora dans l'actionnariat de SIG et Entreprises avec un apport initial de 300 000 euros. Matt Pokora et 1DoTech deviennent ainsi les principaux actionnaires du club.

## Palmarès
| Compétitions nationales | Compétitions internationales                    | Compétitions espoirs                         |
| - Championnat de France de Pro A - Vainqueur (1) - 2005 - Finaliste (5) - 2013, 2014, 2015, 2016, 2017 - Coupe de France - Vainqueur (2) - 2015, 2018 - Finaliste (4) - 1994, 1999, 2022, 2024 - Leaders Cup - Vainqueur (2) - 2015, 2019 - Finaliste :(1) - 2013 - Match des champions - Vainqueur (1) - 2015 - Finaliste (1) - 2005 - Championnat de France de Pro B - Vainqueur (1) - 1999 - Vice-champion (1) - 1994 | - Eurocoupe (Coupe ULEB) - Finaliste (1) - 2016 | - Championnat Espoirs - Vainqueur (1) - 2015 |
| |                                                 |                                              |

## Bilan par saison
| Saison    | Championnat de France              | Championnat de France | Coupe de France        | Semaine des As/Leaders Cup | Compétition européenne                            | Entraîneur                      |
| Saison    | Saison régulière                   | Playoffs              | Coupe de France        | Semaine des As/Leaders Cup | Compétition européenne                            | Entraîneur                      |
| --------- | ---------------------------------- | --------------------- | ---------------------- | -------------------------- | ------------------------------------------------- | ------------------------------- |
| 1946-1947 | Honneur, 1/16                      | Honneur, 1/16         |                        |                            |                                                   |                                 |
| 1946-1947 | Honneur, 3e tour                   | Honneur, 3e tour      |                        |                            |                                                   |                                 |
| 1947-1948 | Honneur, 3e tour                   | Honneur, 3e tour      |                        |                            |                                                   |                                 |
| 1997-1998 | Pro A, 16/16                       | Non qualifié          | ?                      | -                          | ?                                                 | Christian Monschau              |
| 1998-1999 | Pro B, 1/20                        | -                     | Finaliste              | -                          | ?                                                 | Christophe Vitoux               |
| 1999-2000 | Pro A, 5/16                        | 1/2 f.                | ?                      | -                          | ?                                                 | Christophe Vitoux               |
| 2000-2001 | Pro A, 4/16                        | 1/2 f.                | ?                      | -                          | Korac Cup, phase de groupe                        | Christophe Vitoux               |
| 2001-2002 | Pro A, 9/16                        | Non qualifié          | ?                      | -                          | Saporta Cup,1/8 de finale                         | Christophe Vitoux               |
| 2002-2003 | Pro A, 16/16                       | Non qualifié          | ?                      | Non qualifié               | ?                                                 | Christophe Vitoux Alain Weisz   |
| 2003-2004 | Pro A, 7/18                        | 1/4 f.                | ?                      | Non qualifié               | ?                                                 | Alain Weisz                     |
| 2004-2005 | Pro A, 3/18                        | Vainqueur             | ?                      | 1/4 f.                     | FIBA Europe League, 1er tour                      | Éric Girard                     |
| 2005-2006 | Pro A, 3/18                        | 1/2 f.                | 1/8 f.                 | 1/4 f.                     | Euroligue, 1er tour                               | Éric Girard                     |
| 2006-2007 | Pro A, 4/18                        | 1/4 f.                | 1/8 f.                 | 1/4 f.                     | Coupe ULEB, 1/4 f.                                | Éric Girard                     |
| 2007-2008 | Pro A, 12/16                       | Non qualifié          | 1/8 f.                 | Non qualifié               | Coupe ULEB, 1er tour                              | Éric Girard Olivier Weissler    |
| 2008-2009 | Pro A, 8/16                        | 1/4 f.                | 1/2 f.                 | 1/4 f.                     | Non qualifié                                      | Frédéric Sarre                  |
| 2009-2010 | Pro A, 14/16                       | Non qualifié          | 1/8 f.                 | Non qualifié               | EuroChallenge, phase régulière                    | Frédéric Sarre                  |
| 2010-2011 | Pro A, 11/16                       | Non qualifié          | 1/16 f.                | Non qualifié               | Non qualifié                                      | Frédéric Sarre Olivier Weissler |
| 2011-2012 | Pro A, 10/16                       | Non qualifié          | 1/8 f.                 | Non qualifié               | Non qualifié                                      | Vincent Collet                  |
| 2012-2013 | Pro A, 2/16                        | Finaliste             | 1/4 f.                 | Finaliste                  | Non qualifié                                      | Vincent Collet                  |
| 2013-2014 | Pro A, 1/16                        | Finaliste             | 1/16 f.                | 1/2 f.                     | Euroligue, saison régulière EuroCoupe, top 32     | Vincent Collet                  |
| 2014-2015 | Pro A, 1/18                        | Finaliste             | Vainqueur              | Vainqueur                  | Euroligue, tournoi préliminaire EuroCoupe, top 32 | Vincent Collet                  |
| 2015-2016 | Pro A, 2/18                        | Finaliste             | 1/16 f.                | 1/2 f.                     | Euroligue, saison régulière EuroCoupe, finaliste  | Vincent Collet                  |
| 2016-2017 | Pro A, 4/18                        | Finaliste             | 1/16 f.                | 1/4 f.                     | FIBA BCL, 1/16 f.                                 | Henrik Dettmann Vincent Collet  |
| 2017-2018 | Pro A, 2/18                        | Demi-finaliste        | Vainqueur              | 1/4 f.                     | FIBA BCL, 1/4.f                                   | Vincent Collet                  |
| 2018-2019 | Jeep Élite, 6/18                   | 1/4 f.                | 1/8 f.                 | Vainqueur                  | FIBA BCL, phase régulière                         | Vincent Collet                  |
| 2019-2020 | Jeep Élite, 10/18 (saison arrêtée) | Annulés               | 1/4 f. (coupe arrêtée) | 1/4 f.                     | FIBA BCL, phase régulière                         | Vincent Collet Lassi Tuovi      |
| 2020-2021 | Jeep Élite, 3/18                   | 1/2 f.                | 1/4 f.                 | Annulée                    | FIBA BCL, 4e                                      | Lassi Tuovi                     |
| 2021-2022 | Jeep Élite, 7/18                   | 1/4 f.                | Finaliste              | Annulée                    | FIBA BCL, 1/4.f                                   | Lassi Tuovi                     |
| 2022-2023 | Jeep Élite, 8/18                   | 1/4 f.                | 1/2 f.                 | Non qualifié               | FIBA BCL, 1/4.f                                   | Lassi Tuovi Luca Banchi         |
| 2023-2024 | Jeep Élite, 12/18                  | Non qualifié          | Finaliste              | Non qualifié               | FIBA BCL, top 16                                  | Massimo Cancellieri             |
| 2024-2025 | Jeep Élite                         |                       | 16e de finale          | Quart de finale            | Pas qualifié                                      | Laurent Vila                    |

VainqueurFinalistePromuRelégué

## Personnalités historiques du club

### Entraîneurs marquants
En 1994, Christian Monschau, mène la SIG en Pro A et en finale de la Coupe de France. le club connait sa première participation en Coupe Korać.
Arrivé en 2004, le technicien Éric Girard et le Président du Club Jérome Christ, réalisent un recrutement exceptionnel et offre à la SIG son premier titre de champion de France. Il mène également le club à de bonnes performances en Euroligue et en EuroCoupe. Il est élu entraîneur de l'année 2004-2005.
Après une période disette, Vincent Collet arrive en 2012 pour relancer le club. Le sélectionneur de l'équipe de France impose sa vision du jeu et fait monter le niveau de l'équipe avec laquelle il dispute cinq finales de Pro A successives entre 2013 et 2017. Il remporte également la Coupe de France 2015, la Leaders Cup 2015 et le Match des champions 2015. Il est élu meilleur entraîneur de Pro A 2015 et est courtisé par le prestigieux Olympiakós. Mais il décline l'offre et choisit de rester à la SIG un an supplémentaire. Il amène de plus l'équipe jusqu'en finale de l'EuroCoupe 2016 face à Galatasaray SK, première finale européenne de l'histoire du club, avant de quitter le club à la fin de la saison 2015-2016. Il revient cependant le 27 octobre 2016 lorsque l'équipe est en difficulté et décide de prolonger son contrat pour 3 saisons supplémentaires.

### Entraîneurs successifs
- 1992-1998 :  Christian Monschau
- 1998-décembre 2002 :  Christophe Vitoux
- 2003-2004 :  Alain Weisz
- 2004-mars 2008 :  Éric Girard
- Mars 2008-mai 2008 :  Olivier Weissler
- 2008-avril 2011 :  Frédéric Sarre
- Avril 2011-mai 2011 :  Olivier Weissler
- 2012-juin 2016 :  Vincent Collet
- Juillet-octobre 2016 :  Henrik Dettmann
- Octobre 2016-janvier 2020 :  Vincent Collet
- janvier 2020-novembre 2022 :  Lassi Tuovi
- novembre 2022-juin 2023 :  Luca Banchi
- juin 2023-juin 2024 :  Massimo Cancellieri
- juin 2024-mars 2025 :  Laurent Vila

### Présidents
- 1991-1993 : Jérôme Christ
- 1993-2003 : Alain Saint-Michel
- 2003-2010 : Jérôme Christ
- 2010-juin 2023 : Martial Bellon
- juin 2023-octobre 2023 : Olivier Klotz
- depuis le 27 octobre 2023 : Christophe Lasvigne

### Les meilleurs joueurs et entraîneurs de l'histoire du club

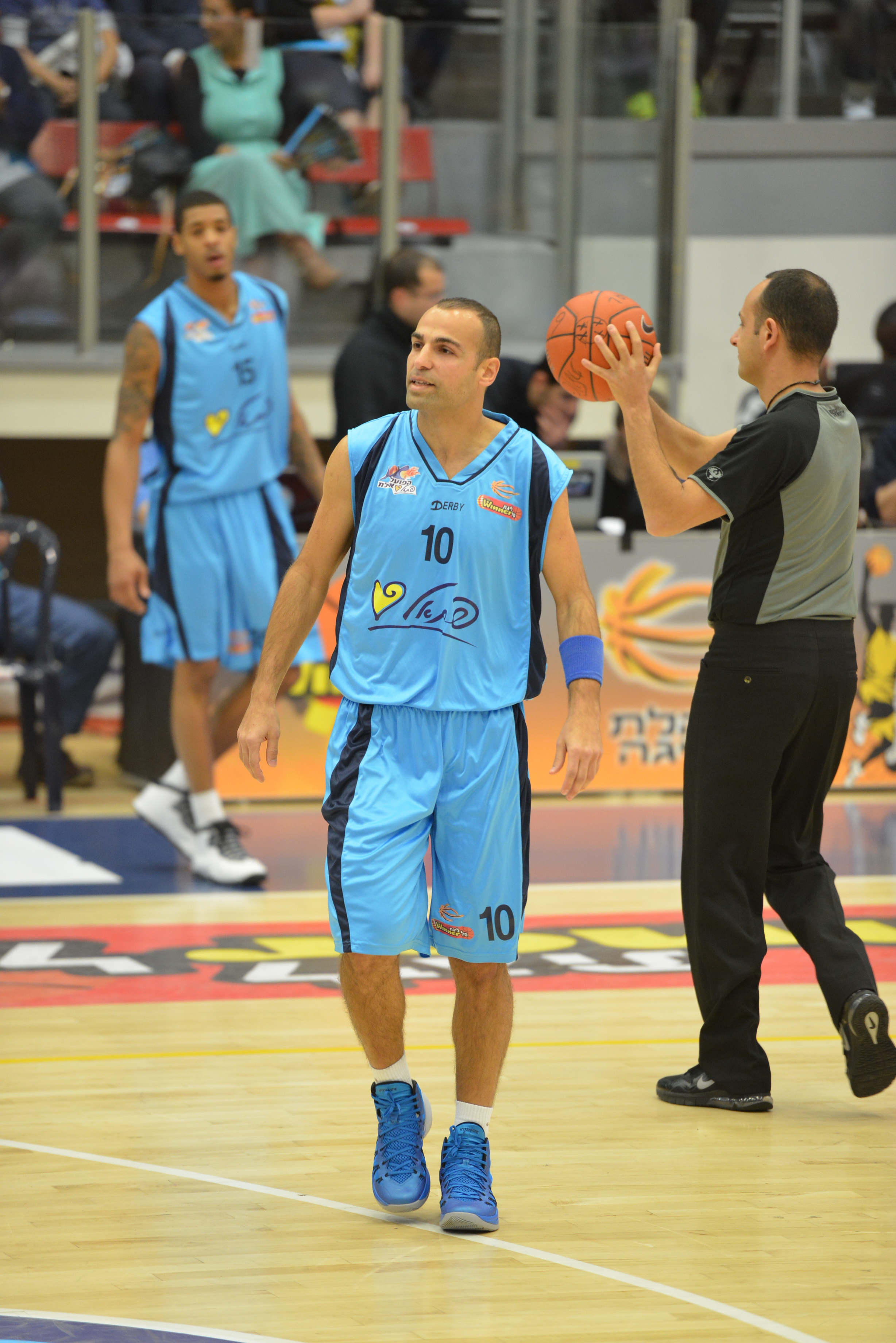
Afik Nissim

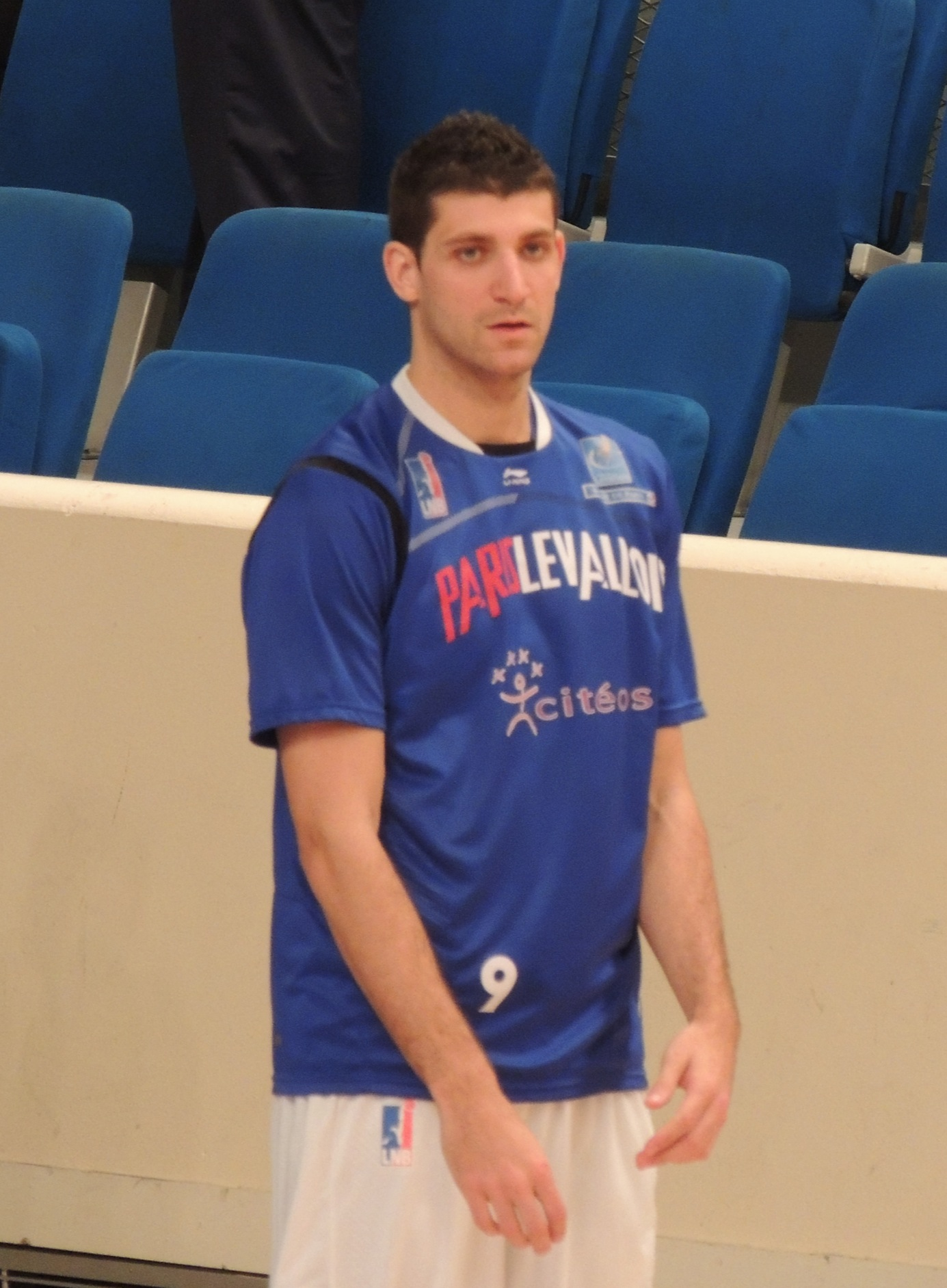
Antoine Diot

- Alexis Ajinça, vice-champion de France 2013
- David Andersen, vice-champion de France 2014
- Rodrigue Beaubois, champion NBA 2011
- Michael Brooks, joueur NBA
- Louis Campbell, capitaine vainqueur de la Coupe de France 2015, de la Leaders Cup 2015 et du Match des champions 2015
- Jérôme Christ, président de la section pro (133 sélections en équipe de France)
- Vincent Collet, élu entraîneur des saisons 2014-2015 et 2015-2016 avec la SIG
- Antoine Diot, international, MVP Français 2014 de Pro A, vainqueur de la Coupe de France 2015 et de la Leaders Cup 2015
- Tadija Dragićević, vainqueur de la coupe de France 2015 et de la Leaders Cup 2015
- Chuck Eidson, MVP du championnat allemand 2004-2005
- Frédéric Forte, joueur, Champion d'Europe 1993 avec le CSP Limoges
- Sacha Giffa, médaillé de bronze à l'euro 2005
- Éric Girard, élu entraîneur de la saison 2004-2005 avec la SIG
- Boris Gorenc, international slovène, passé notamment par l'Olympiakós et Sienne (Italie)
- Jeff Greer, champion de France 2005, Vice-champion de France 2013
- Ricardo Greer, MVP de la finale du championnat de France 2005, Champion de France 2005
- Rick Hughes, MVP de la saison 2003-2004
- Fabien Kress, champion de France 2005.
- Keith Jennings, double MVP du championnat de France
- David Kornel, joueur international hongrois, multiples club NBA et Euroleague
- Geoff Lear, joueur
- Jack Lothian, joueur
- John Mc Cord, champion de France 2005
- Paris McCurdy joueur. A joué en NFL chez les Broncos de Denver avant de choisir une carrière de basketteur.
- Afik Nissim, champion de France 2005
- Frank Ntilikina, Vainqueur et MVP du Championnat d'Europe des 18 ans et moins en 2016
- Crawford Palmer, médaillé d'argent aux Jeux olympiques de Sydney avec la France
- JR Reid, MVP du championnat de France 1997 avec le PSG-Racing, drafté en 1989, à la cinquième position par les Hornets de Charlotte (NBA)
- Anthony Roberson (en), joueur
- Brion Rush, joueur
- Ray Smith (es), joueur
- Terence Stansbury, joueur. A participé au NBA Slam Dunk Contest du All-Star Game 1985, face à des joueurs de légende comme Michael Jordan, Dominique Wilkins, Clyde Drexler, Julius Erving
- Jarod Stevenson, champion de France de Pro B 1999
- Bootsy Thornton, vice-champion de France 2014
- Axel Toupane, vainqueur de la Coupe de France 2015 et de la Leaders Cup 2015
- Ali Traore, vainqueur de la Coupe de France 2015 et de la Leaders Cup 2015
- Christophe Vitoux, entraîneur (finaliste de la coupe de France, montée en Pro A, demi-finaliste des play-offs)
- Jérémy Leloup, Vice champion de France 2013, 2014, 2015, 2016, 2017, Vainqueur de la Coupe de France 2015 et 2017, vainqueur du match des Champions 2015, finaliste de l'Eurocoupe 2015 et vainqueur de la Leaders Cup 2013

## Encadrement et effectif actuel

### Encadrement (management, technique, médical)
- Le Directoire de la SIG est composé de Christophe Lasvigne (président), Nicola Albernai, Bernard Braun et Jean-Louis Koessler.
- Franklin Tellier : Directeur des Opérations
- Nicola Alberani : Directeur sportif
- Thomas Drouot : Entraîneur assistant
- Julien Zoa : Entraîneur assistant.
- Olivier Weissler : Directeur du centre de formation
- Patrick Koenig : Entraîneur des Espoirs
- Abdel Loucif : Entraineur U18

## Image et identité

### Couleurs de maillot
La SIG Strasbourg est aux couleurs des blasons de la ville de Strasbourg du département du Bas-Rhin et de la région Alsace, c'est-à-dire le rouge et le blanc.
Ainsi, en Championnat de ProA, les maillots à domicile sont blancs et rouges à l'extérieur.
Lors des matchs européens (Euroligue, EuroCoupe ou encore Ligue des champions), les joueurs portent des maillots à dominance grise.

### Logo

Jusqu'en 2015
De 2015 à 2024
Depuis 2024

### Les rivalités
Le derby de l'Est est une rencontre opposant la SIG et le SLUC Nancy.
Durant les luttes héroïques des années 1990 pour la montée en Pro A, les derbys entre Nancy et la SIG suscitent bien des émotions. C'est un classique du basket-ball français.
Strasbourg a d'ailleurs remporté son premier titre de champion de France face à Nancy. Les deux clubs se sont rencontrés plusieurs fois en coupe de France et en play-offs, avec entre autres l’épique confrontation de la demi-finale des play-offs 2014 qui s'est conclu par une victoire strasbourgeoise en 5 manches. Lors de la Coupe ULEB 2007, la SIG élimine Nancy en 1/8e de finale.
La progression des deux clubs est assez liée. La SIG remporte son premier championnat de France en 2005, le SLUC l'emporte à son tour pour la première fois en 2008. La SIG joue sa première finale de Coupe de France en 1994, le SLUC joue la sienne en 1997. De même, les deux clubs ont aussi connu tour à tour une série malheureuse de finales perdues en Pro A (2005 (contre Strasbourg), 2006 et 2007 pour Nancy et 2013, 2014, 2015, 2016 et 2017 pour Strasbourg).

#### Supporters, ambiance
Communément, les joueurs sont appelés les SIGmen et leurs supporters la SIG Army ou l'Armée Rouge en référence aux couleurs du club.
Le kop de supporters est surnommé "La Wantzenau".
L'équipe peut compter sur leur mascotte Sig Oh, une cigogne, le symbole de l'Alsace. Elle porte le numéro 67 sur son maillot, ce qui correspond au numéro de département du Bas-Rhin.

## Infrastructures

### Salle
La salle de la SIG Strasbourg est le Rhénus Sport. Inaugurée en 2003, elle est d'une capacité de 6 200 places et est située dans le quartier du Wacken, près du Parlement européen de Strasbourg.
Début 2017, le club annonce vouloir porter la capacité de la salle de 6 200 à 8 007 places, puis à 10 100 avec un investissement total de 30 millions d'euros, plus 4 millions pour l'extension. Le projet serait en partie financé par un sponsor qui donnerait son nom à l'Arena. Le début des travaux est annoncé pour l'été 2018. La construction de cette Arena coïnciderait avec le développement autour de la salle d'« Archipel », le quartier d'affaires international du Wacken. La nouvelle Arena serait donc privée et appartiendrait entièrement au club.

### Centre de formation et équipe Espoirs
La SIG a de tout temps mis l'accent sur la formation. De nombreux joueurs sont passés dans les rangs de ses équipes de jeunes. Parmi les plus connus se trouvent les frères Haquet (Daniel et Patrick), Hugues Occansey, Gregor Beugnot, Jérôme Schmitt ou encore Frank Ntilikina. Le Centre de formation de la SIG regroupe une équipe Espoirs et une équipe Cadets. En 2015, l'équipe Espoirs remporte le titre de champion de France des centres de formation.
L'effectif actuel de l'équipe des Espoirs est le suivant :

## Aspects économiques

### Budgets
| Saison    | Budget               |
| --------- | -------------------- |
| 2012-2013 | 5,7 millions d'euros |
| 2013-2014 | 6,5 millions d'euros |
| 2014-2015 | 5,9 millions d'euros |
| 2015-2016 | 6,2 millions d'euros |
| 2016-2017 | 6,7 millions d'euros |
| 2017-2018 | 7,7 millions d'euros |
| 2018-2019 | 7,7 millions d'euros |
| 2019-2020 | 7,6 millions d'euros |
| 2020-2021 | 6,3 millions d'euros |
| 2021-2022 | 7,0 millions d'euros |
| 2022-2023 | 7,0 millions d'euros |
| 2023-2024 | 7,0 millions d'euros |
| 2024-2025 | 7,1 millions d'euros |

### Sponsoring
Le sponsor principal affiché sur les maillots à domicile en championnat est Suez et Stradim pour les coupes d'Europe.
L'équipementier sportif de la SIG est Adidas, l'entreprise fait aussi partie des partenaires principaux du club.

### Gestion
Depuis 2016, la SIG est une société anonyme sportive professionnelle. Deux sociétés sont présentes au capital de la SASP : SIG et Entreprises qui regroupe des entreprises et SIG et Territoires dans laquelle les supporters peuvent investir.
En février 2023, 103 entreprises ont investi dans cette SIG et Entreprises qui possède près de 95 % de la SASP.